# Tatjana Mittermayer
Tatjana Mittermayer, född den 26 juli 1964 i Rosenheim, Tyskland, är en västtysk och därefter tysk freestyleåkare.
Hon tog OS-silver i damernas puckelpist i samband med de olympiska freestyletävlingarna 1998 i Nagano.